# GSM-шлюз
GSM-шлюз — устройство, позволяющее переводить телефонный трафик из сетей традиционной телефонии напрямую в сети сотовой связи стандарта GSM (и обратно). Основные применения GSM-шлюзов связаны со снижением расходов на мобильную связь (обычно в компаниях), а также внедрением новых услуг связи.
Альтернативные названия: сотовый шлюз, шлюз сети мобильной (сотовой) связи.

## Разновидности
GSM-шлюз — это межсетевой шлюз, предназначенный для перевода трафика между сетями различных типов.
Аналогично GSM-шлюзам существуют шлюзы и для других каналов передачи голоса (VoIP) и других сетей мобильной связи, например:
- CDMA-шлюз обеспечивает перевод трафика между сетями CDMA и сетями традиционной телефонии;
- UMTS-шлюз обеспечивает перевод трафика между сетями UMTS и сетями традиционной телефонии;
- VoIP-GSM-шлюз обеспечивает перевод трафика между сетями GSM и VoIP каналами;
- мультишлюз — условное обозначение шлюзов, обеспечивающих перевод трафика между тремя и более сетями, например, мультишлюз GSM-UMTS-VoIP.

Также, в отдельную категорию можно отнести GSM шлюзы с функцией прием/передачи факсимильных сообщений (факсов).

## Устройство
GSM-шлюз по своей сути представляет собой обычный мобильный телефон с собственной SIM картой. Основные отличия GSM-шлюза от мобильного телефона:
- многоканальность (современные GSM-шлюзы имеют от одного до 60 каналов);
- различные интерфейсы (аналоговые FXO/FXS, цифровые ISDN BRI/PRI) для подключения к офисным АТС.

На каждый канал GSM-шлюза может быть установлена SIM-карта своего оператора сотовой связи.
Работа каждого канала может быть отдельно запрограммирована (каждый канал может иметь своё расписание, например, переключение каналов может происходить по количеству выговоренных минут).

## Подключение
Обычно GSM-шлюзы подключают на городские или внутренние линии офисной АТС. При этом АТС настраивают так, чтобы при звонке на мобильный телефон (определяется по коду: 903, 916, 926 и др.) АТС перенаправляла бы звонок на GSM шлюз.

## Функции
- обратный вызов Callback (вызов с мобильного телефона на GSM-шлюз с оплатой за счет шлюза; функция используется для "бесплатной" связи сотрудников с офисом);
- доступ в интернет (GPRS / EDGE);
- прием/передача факсов (подключение аналогового факса / программа PC-FAX);
- прием/рассылка SMS (из специальной программы, SMS через e-mail или WEB);
- программирование с ПК через COM порт или по сети (TCP/IP);
- телефонные функции:
  - переадресация вызова;
  - маршрутизация по критерию наименьшей стоимости Least Cost Routing;
  - запись голосового приветствия (DISA);
  - ведение статистики вызовов (CDR).

## Применение

### В России
Российские компании (в отличие от западных) используют GSM-шлюзы в первую очередь для снижения расходов на корпоративную мобильную связь.
Снижение расходов достигается при звонках следующего вида:
- с офисных стационарных телефонов на мобильные телефоны клиентов;
- с офисных стационарных телефонов на мобильные телефоны сотрудников (и обратно).

Второе популярное применение GSM шлюзов — реализация новых услуг связи, таких как:
- быстрое подключение нового филиала компании к телефонной сети общего пользования;
- организация многоканальной линии;
- организация междугородной связи с филиалами;
- организация резервного канала связи;
- SMS рассылки (SMS оповещение);
- телефонизация коттеджей

и др.

## Кто использует GSM шлюзы?
Так как GSM шлюзы позволяют снизить расходы на корпоративную мобильную связь в три-четыре раза, активнее всего их используют компании, активно работающие с клиентами, это:
- интернет-магазины
- службы доставки
- страховые компании
- банки
- службы такси

и другие.

## Как экономят с помощью GSM-шлюза?
Когда сотрудник офиса набирает на своем стационарном телефоне номер мобильного абонента, такой звонок идет по маршруту: офисная АТС — оператор фиксированной связи — оператор мобильной связи — абонент. И на каждом таком звонке оператор фиксированной связи зарабатывает свои проценты.
В случае с GSM шлюзом лишнее звено (оператор фиксированной связи) устраняется. Звонок идет по маршруту: офисная АТС — GSM шлюз — оператор мобильной связи — абонент.
За счет того, что GSM шлюзы подключают к оператору сотовой связи по дешевым корпоративным или безлимитным тарифам, стоимость такого звонка обходится в несколько раз дешевле (тарифы с поминутной тарификацией) или десятикратно (безлимитные тарифы).

## Законность применения

### В России
В СМИ периодически возникают споры о законности применения GSM шлюзов в России. На практике некоторые компании также сталкиваются с тем, что испытывают противодействие со стороны сотовых операторов, считающих использование GSM шлюзов незаконным, например, известны случаи противодействия со стороны операторов сотовой связи, путём избирательного блокирования SIM карт, но открыто об этом не заявляется и не признаётся.